# Galindo II d'Aragona
Galindo Aznárez (Galindo anche in spagnolo, in aragonese, in galiziano e in portoghese; e Galí in catalano; all'inizio del IX secolo – 867) è stato, unitamente al padre, conte di Urgell e Cerdagna, dall'824 all'834, poi, conte di Pallars (divisa nelle due comarche di Pallars Jussà e Pallars Sobirà) e Ribagorza dall'833 all'844, e infine conte di Aragona dall'844 alla sua morte.

## Origine
Secondo il codice di Roda, era figlio del conte di Aragona, Urgell e Cerdagna Aznar I Galíndez, e di Eneca Garcés, figlia di Garcia Eneco, probabilmente di famiglia guascona o basca.

L'origine di Aznar I Galíndez è alquanto incerta, ma secondo alcune fonti, egli era figlio di Galindo Garces, che secondo il Cartulario de San Juan de la Peña era conte in Aragona (in un documento di una donazione al Monastero di San Juan de la Peña, dell'agosto 828, Galindo Garces, viene citato come conte) e di Guldregut, di cui non si conoscono le ascendenze, che in un documento (una donazione al monastero di San Pedro de Siresa) del novembre 823, viene citata come moglie del conte Galindo.

La marca di Spagna nella seconda metà del IX secolo; la contea d'Aragona pur essendo indipendente è sotto l'influenza dei Banu Qasi.

## Biografia
Nell'824 il padre Aznar I, estromesso dalla contea d'Aragona, lo associò nel governo delle contee di Urgell e Cerdagna, che in pratica Galindo Asnarez governò da solo.
In quegli anni Galindo sposò Guldreguda, di cui non si conoscono gli ascendenti.
Nell'833 fu designato conte di Pallars e di Ribagorza (un documento dell'837 lo cita come conte di Ribagorza) subentrando al conte di Tolosa Berengario il Saggio; trovandosi però in contrasto con il successore di Berengario, nella contea di Tolosa, Bernardo di Settimania.
Nell'834, per una sua alleanza con la famiglia dei Banu Qasi e precisamente con Musa ibn Musa, le contee di Cerdagna e Urgell gli furono sottratte dall'imperatore Ludovico il Pio e date al conte di Barcellona Sunifredo I, che le occupò rispettivamente nell'835 e nell'838.
Galindo visse per un certo periodo a Pamplona, capitale dell'omonimo regno.
Nell'844 perse definitivamente le contee di Pallars e di Ripacorsa, che gli vennero sottratte dal nuovo conte di Tolosa, Fredelone.
Nello stesso anno, alla morte di Galindo Garcés, senza eredi, Galindo Aznarez rientrò in Aragona, e successe a Galindo Garcés nel titolo di conte d'Aragona, che era stato di suo padre, con l'appoggio del re di Pamplona, García Íñiguez, la cui figlia Oneca avrebbe sposato il figlio di Galindo, Aznar Galíndez.
Divenuto conte di Aragona Galindo si sottrasse sempre più all'influenza dei Franchi, stringendo alleanza con la famiglia dei Banu Qasi, che avevano una grande influenza sul nord-est della penisola iberica, e mantenendo quella con i re di Pamplona, rafforzata dall'unione matrimoniale tra Aznar Galíndez e Oneca.
Galindo risulta, in diversi documenti del Cartulario de Siresa, come donatore, assieme alla famiglia, nei confronti del monastero Benedettino di San Pedro de Siresa, nella (Valle de Hecho), che si presume fosse stato fondato da Galindo:
- documento n° 4, senza data, avvenuta prima dell'867[13].
- documento n° 5, senza data, avvenuta prima dell'867[14].
- documento n° 6, datato 867[15].

Galindo morì nell'867, lasciando il titolo di conte di Aragona al figlio Aznar II Galíndez.

## Matrimonio e discendenza
Galindo, secondo il codice di Roda, aveva preso moglie (senza specificarne il nome), che secondo altre fonti si chiamava Guldreguda, da cui ebbe un figlio:
- Aznar II Galíndez (?-893), conte di Aragona[16] dall'867 all'893.

### Fonti primarie
- (LA)  Codice di Roda.
- (LA)  Cartulario de Siresa.

### Letteratura storiografica
- Rafael Altamira, Il califfato occidentale, in «Storia del mondo medievale», vol. II, 1999, pp. 477–515.
- Gerhard Seeliger, Conquiste e incoronazione a imperatore di Carlomagno, in «Storia del mondo medievale», vol. II, 1999, pp. 358–396
- René Poupardin, Ludovico il Pio, in «Storia del mondo medievale», vol. II, 1999, pp. 558–582
- René Poupardin, I regni carolingi (840-918), in «Storia del mondo medievale», vol. II, 1999, pp. 583–635.
- (EN) The Development of Southern French and Catalan Society, 718-1050, su libro.uca.edu.